# Petrophyllia rediviva
Petrophyllia rediviva is een rifkoralensoort uit de familie van de Oculinidae. De wetenschappelijke naam van de soort is voor het eerst geldig gepubliceerd in 1979 door Wells & Alderslade.